# Liste von Todesfällen im Zusammenhang mit den Protesten in Belarus ab 2020
Dies ist eine Liste von Todesfällen, die sich im Kontext der Proteste gegen die Herrschaft Aljaksandr Lukaschenkas in Belarus ereignet haben.
- Aljaksandr Tarajkouski: Demonstrant, der am 10. August 2020 in Minsk von Sicherheitskräften erschossen wurde. Zunächst verbreitete das belarussische Innenministerium die Meldung, ein Sprengsatz sei in seiner Hand explodiert. Am 15. August wurde jedoch ein Video veröffentlicht, das zeigt, dass der Demonstrant sich mit erhobenen leeren Händen den Polizisten annäherte, vor ihnen stehen blieb und dann erschossen wurde.[1]
- Aljaksandr Wichor: Der herzkranke 25-Jährige starb nach einer Festnahme.[2][3] Der Mann wurde nach Angaben seiner Mutter in Homel festgenommen, als er auf dem Weg zu seiner Freundin war. An den Protesten habe er sich nicht beteiligt.[4]
- Henads Schutau: Wurde am 12. August 2020 in der Stadt Brest angeschossen und erlag am 19. August in Minsk seinen Verletzungen. Am 21. September veröffentlicht die Website MediaZona ein Video von einer Kamera am Eingang des Hauses 334 in der Moskovskaya-Straße in Brest, unter dessen Fenstern am 11. August einer der „Tihars“ (Bezeichnung für Spezialkommandos der Polizei in Zivil) Henads Schutau in den Hinterkopf schoss. Dies bestätigt, dass die offizielle Version des Untersuchungsausschusses, dass der Biker Henads Schutau und sein Freund Aljaksandr Kardsjukou mit Metallrohren in den Händen die Polizei angegriffen und versucht haben, ihre Waffen wegzunehmen, falsch ist. In den Händen von Schutau und seinem Freund Kardsjukou gab es keine Armaturen oder Metallrohre, und es gab auch keine Warnschüsse der Sicherheitskräfte nach oben. Auch haben die beiden die „Tihars“ nicht angegriffen, sondern sich ihnen selbst genähert.[5]
- Mikita Kryuzou: Demonstrant, der am 12. August 2020 zunächst spurlos verschwand. Sein Leichnam wurde zehn Tage später in einem Wald in Minsk entdeckt.[6] Nach Angaben seiner Mutter erhielt sie von einem jungen Mann einen Hinweis, dass er am Tag von Mikitas Verschwinden zusammen mit ihm von Sicherheitskräften in einer Sporthalle festgehalten worden ist, wo dieser geschlagen worden sei.[7]
- Raman Bandarenka: Als maskierte Männer in einer naheliegenden Einfahrt begannen, weiß-rot-weiße Bänder (ein Erkennungszeichen der Opposition) abzuschneiden, äußerte Bandarenka seinen Unmut darüber. Augenzeugenberichten zufolge griff einer der Täter Bandarenka an und stieß ihn, aber er wich dem Schlag aus. Eine unbekannte Person versuchte ihn festzuhalten, lief aber später davon. Aber bereits um 22:16 Uhr wurde er von Personen in Zivil aus getönten Kleinbussen festgenommen.[8] Er wurde in die Zentrale Bezirksabteilung für innere Angelegenheiten gebracht, wo er bis 0:05 Uhr festgehalten wurde.[9] Von der Bezirksabteilung für innere Angelegenheiten wurde Raman Bandarenka in äußerst ernstem Zustand ins Krankenhaus gebracht.[10] Am 12. November starb er.[11] Am 16. November 2020 verhängte das Außenministerium von Lettland ein Einreiseverbot sowohl gegen Dsmitryj Baskau, den Präsidenten des Belarussischen Eishockeyverbands, als auch gegen den Kickboxer Dsmitryj Schakuta, nachdem diese auf Fotos und Videos der Prügelattacke auf Bandarenka erkannt worden waren. Baskau und Schakuta kommentierten diese Vorwürfe nicht.[12]

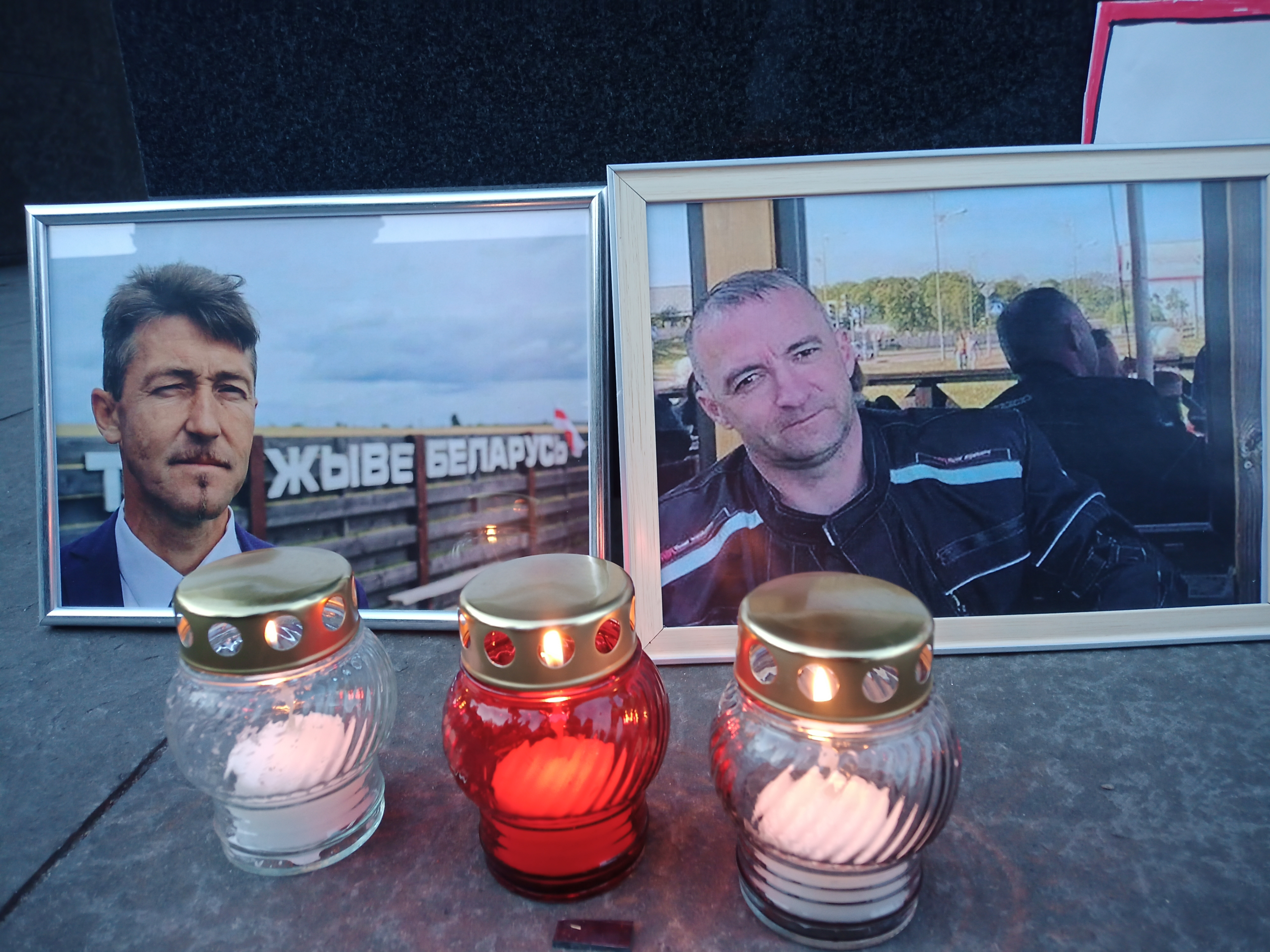
Bydgoszcz (Polen), 3. Oktober 2021. Solidaritätsaktion mit Belarus: Witold Aschurak (links), Henads Schutau (rechts)

- Witold Aschurak: Wurde am 19. September 2020 für die Teilnahme an Protesten verhaftet und am 18. Januar 2021 zu fünf Jahren Gefängnis verurteilt. Am 21. Mai 2021 verstarb er in Haft. Nach Angaben der Behörden erlitt er einen Herzstillstand.[13]
- Dsmitryj Stachouski: Der 18-Jährige beging nach einem Verhör am 25. Mai 2021 Suizid, indem er von einem Hochhaus sprang. In seinem Abschiedsbrief begründete er diesen Schritt damit, dass ein Strafverfahren gegen ihn im Zusammenhang mit der Teilnahme an Protesten eröffnet worden ist.[14] In seiner Todesanzeige machte er den Untersuchungsausschuss der Republik Belarus für seinen Tod verantwortlich.[15]
- Andrei Zelzer und ein KGB-Agent wurden bei einer Razzia in Zeltsers Wohnung am 21. September 2021 in einem Schusswechsel getötet.[16]